# Бувес-Кирьё
Бувесс-Кирьё (фр. Bouvesse-Quirieu) — коммуна во Франции, находится в регионе Рона — Альпы. Департамент коммуны — Изер. Входит в состав кантона Морстель. Округ коммуны — Ла-Тур-дю-Пен.
Код INSEE коммуны — 38054. Население коммуны на 2006 год составляло 1262 человека. Населённый пункт находится на высоте от 200 до 338 метров над уровнем моря. Муниципалитет расположен на расстоянии около 420 км юго-восточнее Парижа, 45 км восточнее Лиона, 75 км севернее Гренобля. Мэр коммуны — M. Jean-Claude Champier, мандат действует на протяжении 2001—2008 гг.
Динамика населения (INSEE):